# Hovsep Ier de Holotsim
Hovsep (« Joseph ») Ier de Holotsim ou Hovsep Ier Holotsmetsi (en arménien Հովսեփ Ա Հողոցմեցի ; mort en 454) est un catholicos de l'Église apostolique arménienne de 439/440 (444 pour les fonctions temporelles de la charge) à 452.

## Biographie
Hovsep est un disciple et un vicaire du catholicos Sahak Ier.
À la suite de la déposition en 428 de Sahak Ier par l'empereur sassanide Vahram V, ce dernier divise les fonctions catholicossales : il assigne les fonctions temporelles à un prélat de langue syriaque, Samuel, alors qu'il remet les fonctions spirituelles (notamment la consécration des évêques) à Sahak Ier. Celles-ci sont assumées par Mesrop Machtots de 437 (voire 438) à 439 ou de 439 à 440. À la mort du créateur de l'alphabet arménien, elles échoient à Hovsep Ier.
À la mort de Sourmak, en 444, Hovsep Ier tente de réunifier les fonctions catholicossales lors d'un synode à Chahapivan, qui interdit en outre la transmission héréditaire de la charge et condamne l'hérésie messalienne. Yazdgard II, le successeur de Vahram V, refuse cependant ce fait accompli. En réponse, Hovsep Ier organise une réunion des évêques et des nakharark à Achtichat ou à Artachat, où est réaffirmée la loyauté arménienne aux Sassanides et au christianisme. Le Sassanide réagit alors en convoquant les nakharark à Ctésiphon, où il les force à se convertir au zoroastrisme, et impose cette religion à l'Arménie.
Cette décision et sa mise en œuvre entraînent une révolte du clergé, qui se communique à l'ensemble de l'Arménie mais se solde par la défaite des Arméniens menés par Vardan Mamikonian, lors de la bataille d'Avarayr en 451. Hovsep, qui a célébré la messe et donné la communion au sein des troupes arméniennes juste avant la bataille, est livré par le marzpan bientôt déchu Vasak de Siounie à Yazdgard II. Envoyé avec les meneurs de la révolte du clergé dans la région de Nichapur, il y subit le martyre en leur compagnie et est décapité en 454 ; ils sont depuis lors commémorés par l'Église arménienne sous le nom de « saints Ghévondiank ».
Par ailleurs, Yazdgard II désigne dès 452 le successeur de Hovsep Ier, Mélité de Manazkert.